# Zdravstveno veleučilište u Zagrebu
Zdravstveno veleučilište u Zagrebu najstarija je obrazovna ustanova visokoškolskog, stručnog, zdravstvenog obrazovanja u Hrvatskoj.

## Povijest
Današnje Zdravstveno veleučilište osnovano je pod nazivom Viša škola za medicinske sestre i zdravstvene tehničare u Zagrebu 1966. godine, odlukom osnivača – Zajednice zdravstvenih ustanova Hrvatske, a zbog izražene potrebe za višom razinom obrazovanja dotadašnjih srednjoškolskih profila zdravstvenih djelatnika. U to vrijeme Škola je bila jedina visokoškolska ustanova u Hrvatskoj koja je provodila obrazovanje bolničkih i dispanzersko – patronažnih medicinskih sestara, te radioloških, sanitarnih i laboratorijskih tehničara, na razini tadašnje više stručne spreme. Obrazovanje studenta na studiju fizioterapije započinje 1968. godine, a radnih terapeuta 1986. godine.
Trajanje studija za sve smjerove na novo osnovanoj Višoj školi za medicinske sestre i zdravstvene tehničare, od osnivanja do 1998. godine, bilo je dvije godine ili četiri semestra, a nastavni programi bili su usmjereni stjecanju teoretskih znanja i praktičnih vještina, s naglaskom na ovladavanje praktičnim vještinama potrebnim za svakodnevni rad u zdravstvenoj praksi. Praktični dijelovi nastave odvijali su se u nastavnim radilištima suradnih zdravstvenih i drugih ustanova – u domovima zdravlja, općim i specijalnim bolnicama, kliničkim bolnicama, domovima umirovljenika, i dr. Osim studija u Zagrebu, trajno su organizirani studiji medicinskih sestara u Splitu, a povremeno u Osijeku i Požegi kao i studiji za radiološke tehničare u Splitu i Varaždinu.
Nekoliko godina organiziran je i studij za fizioterapeute u Igalu (Crna Gora), započet 1976. godine, kao područni studij tadašnje Više škole za medicinske sestre i zdravstvene tehničare u Zagrebu, koji je kasnije prerastao u Fakultet primijenjene fizioterapije u Igalu. Studiji za sve studijske smjerove bili su organizirani i kao redoviti i kao izvanredni studiji, tzv. studiji uz rad. 

### Počeci školovanja
Počeci školovanja u Višoj školi za medicinske sestre i zdravstvene tehničare bili su više nego skromni. Vlastiti prostor za obavljanje djelatnosti Škole nije postojao. Središte Škole bilo je u iznajmljenim prostorima Centra za zaštitu majke i djece, u Klaićevoj ulici, gdje je Škola imala na raspolaganju prostor od oko 20 četvornih metara.
Nastava se odvijala u iznajmljenim prostorima na području cijeloga Zagreba. Nastavnici su isključivo bili u honorarnom radnom odnosu i to pretežno s Medicinskog fakulteta Sveučilišta u Zagrebu.

### Preseljenje i udruženje s Medicinskim fakultetom
Godine 1970. iz vlastitih ušteđenih sredstava i sredstava kredita kupljen je prostor u Gajevoj ulici 49/1, površine 140 m2. Taj je prostor bio osnova daljnjeg prostornog razvoja Škole, jer je temeljem tog početnog kapitala drugim dugoročnim kreditom kupljena današnja zgrada Veleučilišta u Mlinarskoj cesti 38 u Zagrebu. Dobar početak samostalnog razvoja Škole naglo se prekida tijekom reforme sustava obrazovanja sredinom 80 tih godina. Pod pritiskom političkih odluka Škola je prisiljena 1984. godine udružiti se s Medicinskim fakultetom Sveučilišta u Zagrebu, zbog navodne racionalizacije kadrova, prostora i opreme.
Prije udruživanja s fakultetom, prikupljena su financijska sredstva za planiranu adaptaciju i rekonstrukciju potkrovlja zgrade u Mlinarskoj ulici 38, za potrebe nastavnika koji nisu imali vlastite kabinete. Iz tih sredstava tijekom 1986. godine adaptirano je i rekonstruirano potkrovlje.

Gubitak samostalnosti u idućih je 13 godina, sve do ponovnog osamostaljenja 1996. godine, značajno otežao mogućnosti razvoja svih studija, a posebno mogućnosti razvoja vlastitog nastavničkog kadra. Sva nastava u tom vremenu bila je u nadležnosti katedri Medicinskog fakulteta u Zagrebu, u pravilu nesklonih proširenju sadržaja bilo kojeg studija, a posebice nesklonih produžetku studija s dvije na tri godine. Prilika za proširenjem trajanja studija s dvije na tri godine, pružila se tek izdvajanjem od Medicinskog fakulteta 1996. godine i osnivanjem Visoke zdravstvene škole 1996. godine.
Demokratizacijom društvenih odnosa nakon uspostave nove Hrvatske države započinje i proces demokratizacije odnosa u visokom obrazovanju. Ponovno se javljaju zagovornici uvođenja binarnog sustava visokog obrazovanja tj. podjele visokoškolskih studija na stručne i sveučilišne i podjele visokoškolskih ustanova na sveučilišta, veleučilišta i visoke škole. Te ideje i prijedlozi prihvaćeni su u novom Zakonu o visokim učilištima od 1993. godine, kojim je propisano da se stručni studiji još samo privremeno i iznimno mogu izvoditi na fakultetima, a u pravilu samo na visokim školama i veleučilištima, čime započinje proces osnivanja novih, samostalnih visokih škola i veleučilišta. Time se, nakon njihovog ukidanja sredinom osamdesetih godina, ponovno otvaraju velike mogućnosti samostalnog razvoja veleučilišta i visokih škola u Hrvatskoj.

### Izdvajanje od Medicinskog fakulteta i osnivanje Visoke zdravstvene škole
Do formalnog osamostaljenja tadašnje Više medicinske škole i izdvajanja iz Medicinskog fakulteta u Zagrebu ne dolazi odmah po stupanju Zakona na snagu, već tek 1996. godine, osnivanjem Visoke zdravstvene škole uredbom Vlade Republike hrvatske od 17. svibnja 1996. godine koja je stupila na snagu 24. svibnja 1996. objavom u Narodnim Novinama br. 41/96.
Medicinski fakultet vratio je Visokoj zdravstvenoj školi zgradu u Mlinarskoj 38, koja je integracijom s fakultetom pripala u njihovo vlasništvo.
Odmah se pokušavaju realizirati već razrađeni prijedlozi novih trogodišnjih studijskih nastavnih programa na svim studijima, prijedlozi novih programa se upućuju Nacionalnom vijeću za visoku naobrazbu Republike Hrvatske na mišljenje. Nacionalno vijeće ih pozitivno ocjenjuje, nadležno Ministarstvo izdaje dopusnice, te se studiji na svim studijskim smjerovima od akademske godine 1999./2000. počinju izvoditi kao trogodišnji. Tako je Zdravstveno veleučilište uvelo prvi stupanj Bolonjskog modela studija 4 godine ranije od drugih visokoškolskih ustanova stručnih studija. Zbog toga je odmah po uvođenju Bolonjskog modela studija bilo moguće otvoriti i prve specijalističke diplomske stručne studije upravo na Zdravstvenom veleučilištu.
Osim nastavne djelatnosti, Škola obavlja i stručnu, znanstvenu i izdavačku djelatnost, upisuje se u Upisnik znanstvenih ustanova Ministarstva znanosti i obrazovanja i od osnivanja do danas ima prijavljene i provodi znanstvene projekte financirane od Ministarstva. Od ponovnog osamostaljenja odmah započinje i široka suradnja s Ministarstvom zdravstva u organiziranju i provođenju širokih programa trajnog obrazovanja za sve medicinske sestre u primarnoj zdravstvenoj zaštiti u Hrvatskoj i s Ministarstvom socijalne skrbi na programima razrade cjelovitog modela izvaninstitucionalne zaštite starijih ljudi.

### Promjena naziva u Zdravstveno veleučilište
Visoka zdravstvena škola, iako najveća ustanova u novom sustavu visokih škola i veleučilišta do 2005. godine i dalje nosi stari naziv – Visoka zdravstvena škola. Godine 2005., temeljem obrazloženog zahtjeva Stručnog vijeća Visoke zdravstvene škole, Vlada Republike Hrvatske na svojoj sjednici 18. ožujka donosi Uredbu o izmjeni Uredbe o osnivanju Visoke zdravstvene škole, koja stupa na snagu 25. ožujka 2005. po objavi u Narodnim novinama (NN 39/2005) i kojom se Visoka zdravstvena škola preimenuje u Zdravstveno veleučilište.
Rješenjem Ministarstva znanosti i tehnologije od 22. srpnja 1998. godine Visoka zdravstvena škola upisana je u Upisnik znanstvenoistraživačkih pravnih osoba.
Ubrzano se započinje s nužnom kadrovskom obnovom, jer je većina nastavnika nakon odvajanja ostala na Medicinskom fakultetu. Raspisuju se natječaji za zapošljavanje novih nastavnika, ali u ograničenom, a ne potrebnom broju, zbog postojanja ograničavajuće Odluke Vlade RH o privremenoj zabrani zapošljavanja u javnim i državnim službama. Osim nedostatka nastavnika, velik i trajni problem Veleučilišta je nedostatak dovoljnog prostora za sve veći opseg nastavne djelatnosti, za sve veći broj studenata i za širu stručnu i znanstvenu djelatnost. Zato se većina razvojnih napora usmjerava u pravcu osiguranja dovoljnog broja nastavnika i suradnika i dovoljnog prostora za potrebe osnovnih djelatnosti. Nedostatak velikih predavaonica, zbog čega se izdvajaju znatna sredstva za najam potrebnih prostora za teoretsku nastavu, u prvi plan stavlja izgradnju aneksa zgrade u Mlinarskoj cesti 38, za što se štede sredstva iz posebnih prihoda iz kojih se 2002. godine započinje s rekonstrukcijom i adaptacijom, kojom se osiguravaju dvije velike dvorane za teoretsku nastavu i novi prostori za nastavnike.
- Mlinarska cesta 38
- Mlinarska cesta 38
- Mlinarska cesta 38
- Mlinarska cesta 38
- Dvorana 2, Mlinarska cesta 38
- Dvorana 2, Mlinarska cesta 38

Dvije godine kasnije izgrađuje se i drugi aneks zgrade u Mlinarskoj i time se iscrpljuju sve mogućnosti rekonstrukcije postojeće zgrade za novim prostornim proširenjima. Zbog toga se Veleučilište uključuje u projekt pod nazivom „Biomedicinsko središte“ pokrenut od strane Medicinskog fakulteta Sveučilišta u Zagrebu i KBC Rebro, a usmjeren objedinjavanju nastavnih kapaciteta većine studija iz područja biomedicine na zajedničkom prostoru na Šalati. Projekt je funkcionalno vezan uz izgradnju novih kliničkih prostora KBC-a Zagreb na Rebru i uz preseljenje klinika KBC-a Zagreb sa Šalate na Rebro. No, izbori i promjena vlasti dovodi do odustajanja od projekta, od kojeg se djelomično realizirala samo izgradnja novih prostora KBC-a, a ideja o objedinjavanju nastavne djelatnosti biomedicinskih studija, ostaje nerealizirana.

### Najam i adaptacija novih prostora kompleksa Ksaver
Preseljenje Privredne banke iz prostora na Ksaveru, nekoliko minuta udaljenog od Zdravstvenog veleučilišta, pruža novu priliku za osiguravanjem osnovnih prostornih uvjeta rada. Sklapa se ugovor o dugoročnom najmu bivšeg prostora Privredne banke na Ksaveru i 2006.godine, nakon manje adaptacije prostora, veći dio nastavnika i suradnika iz pretijesne zgrade u Mlinarskoj seli se u prostore na Ksaveru.
Godine 2011. sklapa se povoljan Ugovor o najmu također s najmodavcem na Ksaveru i uređuje pet novih dvorana za teoretsku nastavu.
- Ksaver 196a
- Ksaver 196a
- Ksaver 196a
- Ksaver 209

### Bolonjski model
Nakon pristupa Hrvatske zemljama koje su potpisale Bolonjsku deklaraciju, započinje proces prilagodbe i novog ustroja cjelokupnog visokog obrazovanja, pa tako i obrazovanja na Zdravstvenom veleučilištu. Nacionalno vijeće za visoko obrazovanje odredilo je rokove za izrade prijedloga novih, Bolonjskih nastavnih planova i programa, prilagođenih i po sadržajima i po nastavnim opterećenjima, europskim standardima. Na inicijativu Zdravstvenog veleučilišta u području biomedicinskog stručnog obrazovanja osnivaju se zajedničke radne grupe na razini Hrvatske, sastavljene od predstavnika svih visokoškolskih ustanova koje su tada u Hrvatskoj izvodile stručne zdravstvene studije (uz Zdravstveno veleučilište još i Medicinski fakultet u Rijeci, Splitu i Osijeku), a u cilju izrade jedinstvenog nastavnog programa pojedinog studija jednakog za cijelu Hrvatsku. Uz određene razlike u programima, prijedlozi takvih usuglašenih nastavnih programa prihvaćeni su od Nacionalnog vijeća za visoku naobrazbu RH godine 2005., a sami studiji organizirani prema načelima Bolonjske deklaracije i s uvedenim ECTS bodovima u nastavni program započeli su po novim programima 2005./2006. akademske godine.
Novi Bolonjski model visokog obrazovanja svim je studijima na Zdravstvenom veleučilištu omogućio izlaz iz dugogodišnjih slijepih ulica viših stručnih sprema. Naime, osim dodiplomske razine na trogodišnjim studijima, omogućen je i nastavak studija za još dvije godine na specijalističkim diplomskim stručnim studijima, što je ranije bila privilegija samo studenata sveučilišnih studija. Zahvaljujući činjenici da je Zdravstveno veleučilište već 1999/2000. akademske godine uvelo trogodišnje studije, odmah po prihvaćanju novog Bolonjskog modela studiranja u dva ciklusa (3+2), bilo je moguće započeti i s organiziranjem specijalističkih diplomskih stručnih studija, jer su već postojali završeni studenti trogodišnjih studija. Prvi diplomski studiji bili su studiji Menadžment u sestrinstvu, Javno zdravstvo, Fizioterapija i Sanitarno inženjerstvo.

## Vijeće veleučilišta i visokih škola
Osim svoje redovite stručne, nastavne, znanstvene, izdavačke i humanitarnih djelatnosti, nastavnici Zdravstvenog veleučilišta kao prvog veleučilišta osnovanog u Hrvatskoj osnovanog temeljem novog Zakona, vrlo su angažirani i u poticanju razvoja cjelokupnog sustava stručnog visokog obrazovanja tj. sustava novih veleučilišta i visokih škola. U travnju 2000. godine organiziraju osnivačku skupštinu Zajednice veleučilišta i visokih škola Hrvatske u cilju stvaranja udruženja svih tadašnjih dekana i rektora veleučilišta i visokih škola, a radi jačanja utjecaja sustava stručnih studija na sveukupni razvoj visokog obrazovanja u Hrvatskoj.
Zajednica i njezine aktivnosti pravni su prednik današnjeg Vijeća veleučilišta i visokih škola Hrvatske. Dekan Zdravstvenog veleučilišta prof.dr.sc. Mladen Havelka, zbog tih aktivnosti i poticanja razvoja sustava stručnih studija, izabran je i za prvog predsjenika Vijeća veleučilišta i visokih škola Hrvatske u mandatu od 2003. do 2007. godine. 

## Studiji
Zdravstveno veleučilište danas ima trajne dopusnice za izvođenje nastave za 6 stručnih trogodišnjih studija i 6 specijalističkih diplomskih stručnih dvogodišnjih studija i to:
| Dodiplomski stručni studiji            | Specijalistički diplomski stručni studiji |
| -------------------------------------- | ----------------------------------------- |
| Fizioterapije                          | Menadžmenta u sestrinstvu                 |
| Medicinsko laboratorijske dijagnostike | Javnog zdravstva                          |
| Radiološke tehnologije                 | Fizioterapije                             |
| Radne terapije                         | Sanitarnog inženjerstva                   |
| Sanitarnog inženjerstva                | Kliničkog sestrinstva                     |
| Sestrinstva                            | Psihijatrijskog sestrinstva               |

Studiji na Zdravstvenom veleučilištu organizirani su kao redoviti i izvanredni. Na obje vrste studija u 2009/2010. godini na Zdravstvenom veleučilištu, studira oko 3 000 studenata. Nastavu izvodi oko 500 izabranih nastavnika i asistenta u stalnom, kumulativnom i dopunskom radnom odnosu. Teoretska nastava se izvodi u prostorima Zdravstvenog veleučilišta na Ksaveru 209 i Mlinarskoj cesti 38, a praktična na pedesetak nastavnih radilišta u suradničkim zdravstvenim i srodnim ustanovama, ugovorenim nastavnim radilištima Zdravstvenog veleučilišta.
Sukladno strateškim opredjeljenjima Stručnog vijeća Zdravstveno veleučilište priprema nove nastavne programe dvogodišnjih specijalističkih diplomskih stručnih studija, kako bi se svim studentima preddiplomskih studija pružila mogućnost nastavka studija nakon tri, za još dvije godine. Planirani razvoj nameće potrebu izgradnje nove zgrade Zdravstvenog veleučilišta uz neku od suradničkih bolničkih ustanova.
Razvojne perspektive Zdravstvenog veleučilišta kao javne visokoškolske ustanove ovise o društvenim odrednicama razvoja ukupnog sustava visokog obrazovanja kao i potrebama sustava zdravstva, za koji se studenti na Veleučilištu u najvećoj mjeri školuju. Zato se i strategija razvoja veže uz temeljne dokumente kojima se određuje sadašnji i planira budući razvoj ova dva sustava, prije svega na pozitivne zakonske propise, od kojih je najvažniji Zakon o znanstvenoj djelatnosti i visokom obrazovanju (NN 123/03), i strateški dokument Vlade RH pod nazivom „Strategija razvoja znanosti i visokog obrazovanja u Hrvatskoj 2005. – 2010. godine“, kao i na dokumente Europske komisije koji su definirali određene standarde obrazovanja za regulirane profesije, prije svega za medicinske sestre (direktiva 2005/36 EC).
- Značka studenata završenih dodiplomskih studija (ak. umjetnica Lj. Njerš)
- Značka studenata završenih specijalističkih diplomskih stručnih studija (ak. umjetnica Lj. Njerš)

## Udruge

### Alumni klub
Alumni klub Zdravstvenog veleučilišta udruženje je diplomiranih studenata dodiplomskih i diplomskih studija Zdravstvenog veleučilišta u Zagrebu. Osnovan je na inicijativu Zdravstvenog veleučilišta 7. listopada 2013. godine. Klub organizira edukacije, radionice i konferencije. Organizacijsku strukturu čine upravni odbor, skupština te voditelji strukovnih razreda.

### UdruženjeDobrobit
U okviru Škole godinama djeluje i dobrotvorno udruženje „Dobrobit“ osnovano 1993. godine s ciljem pružanja pomoći i podrške prognanicima i izbjeglicama. Mnogi nastavnici i suradnici Škole koji nisu bili uključeni u izravne borbene aktivnosti, tijekom Domovinskog rata bavili su se pružanjem psihosocijalne pomoći i podrške stradalnicima rata, prognanicima i izbjeglicama, a nakon rata pružanjem pomoći starijim ljudima i njihovim obiteljima. 

## Vanjske poveznice
- Studentski zbor Zdravstvenog veleučilišta Zagreb  Arhivirana inačica izvorne stranice od 3. svibnja 2009. (Wayback Machine)
- Zdravstveno veleučilište Zagreb - službene Internet stranice
- Alumni klub Zdravstvenog veleučilišta